# Mercure (M765/P765)
La Mercure (M765 / P765) è stata all'origine un dragamine francese del tipo DB1, costruito a Cherbourg dalle Constructions mécaniques de Normandie; alla fine degli anni 70 fu convertito in pattugliatore.

## Storia
È l'ultimo dragamine costruito in Francia ed considerato come il più riuscito dei dragamine del tipo D. Unico esemplare per la Marine nationale, la nave fu costruita in 7 esemplari, di cui 6 furono destinati alla Bundesmarine, all'epoca in ricostruzione (a dicembre 1975 queste 6 navi furono trasferite alla Türk Deniz Kuvvetleri). Questa serie è stata l'oggetto di netti miglioramenti rispetto alle classi precedenti.